# Guerre du Pêcher

Carte en néerlandais de Nouvelle-Néerlande et de Nouvelle-Suède vers 1650.

La guerre du Pêcher est le nom donné à plusieurs raids amérindiens perpétrés plus particulièrement par les Andastes ainsi que d'autres tribus alliées à ces derniers en 1655 contre les établissements néerlandais de Nouvelle-Néerlande. Le plus important et le premier de ces raids amérindiens est survenu le 15 septembre 1655 alors que 500 guerriers ont envahi le chef-lieu (Nouvelle-Amsterdam) de la colonie depuis la pointe sud de l'île de Manhattan.

## Origines
Le titre affublé à cette guerre lui vient de la rhétorique selon laquelle un colon néerlandais aurait assassiné une jeune Amérindienne qui tentait de lui subtiliser quelques pêches à même l'arbre fruitier. Ces agissements auraient ensuite enclenché la fureur des Andastes qui auraient répliqué en harcelant plusieurs villages à la périphérie de la Nouvelle-Amsterdam.
Cependant, depuis quelques années, des historiens ayant participé ou bénéficié des fruits du travail du Project New Netherland (traduction des archives coloniales néerlandaise toujours existantes) ont émis l'hypothèse que la conquête de la Nouvelle-Suède par Pieter Stuyvesant qui venait d'être conduite à l'embouchure du Delaware est probablement une meilleure cause de l'agression des Andastes contre la colonie. Pour preuve, Russell Shorto (en) souligne que les colons ont remarqué qu'un chef andaste semblait diriger le cortège d'amérindiens « non-locaux » venant de débarquer sur l'île. De plus, les Suédois avaient réussi, pendant les 17 années précédentes, à établir les bases solides d'un commerce lucratif avec les Andastes ce que la conquête portait à terme. 

## Répercussions
Les répercussions de cette agression passagère furent amplifiées par le fait que les défenses de la colonie néerlandaise étaient affaiblies. Pieter Stuyvesant et la majorité du corps militaire de la Compagnie néerlandaise des Indes occidentales (plus ou moins 300 soldats) siégeaient aux pieds des remparts de Fort Christina en Nouvelle-Suède. Janny Venema recense quand même une « cinquantaine de colons tués et plus d'une centaine de personnes prises en otage, surtout des femmes et des enfants ».